# Archiepiskopie Amerika
Archiepiskopie Amerika je jedna z eparchií Konstantinopolského patriarchátu.

## Historie
Ve druhé polovině 19. století byli řečtí pravoslavní věřící součástí etnicky smíšených farností newyorské a aleutské eparchie Ruské pravoslavné církve.
V říjnu 1918 s požehnáním patriarchy Germana V. metropolita a arcibiskup Meletios (Metaxakis) navštívil USA a bez souhlasu kanonické Ruské pravoslavné církve v Severní Americe zřídil synodní komisi v New Yorku. Komise začala sjednocovat řecké farnosti pod jurisdikci Církve Řecka. Dne 15. září 1921 vznikla americká archiepiskopie Církve Řecka. Zahrnovala asi 130 farností.
Dne 1. března 1922 Svatý synod Konstantinopolského patriarchátu rozhodl o povinné a výlučné podřízenosti farností v USA pod patriarchátem. Brzy zanikla archiepiskopie Řecké církve a vznikla archiepiskopie patriarchátu.
Dne 20. prosince 2002 byly eparchie, které byly součástí archiepiskopie povýšeny do stavu metropolií.
Dne 9. března 2020 byl zřízen slovanský vikariát, který zpočátku zahrnoval 3 farnosti dříve v jurisdikci Ruské pravoslavné církve v zahraničí.

### Rozdělení
Součástí archiepiskopie je osm metropolií.
- Metropolie Atlanta
- Metropolie Boston
- Metropolie Denver
- Metropolie Detroit
- Metropolie New Jersey
- Metropolie Pittsburgh
- Metropolie San Francisco
- Metropolie Chicago

## Seznam arcibiskupů
- 1922–1930 Alexandros (Dimoglou)
- 1930–1948 Athenagoras (Spyrou)
- 1949–1949 Timotheos (Evangelinidis)
- 1949–1958 Michail (Konstantinidis)
  - 1958–1959 Germanos (Polyzoidis) dočasný správce
- 1959–1996 Iakovos (Koukouzis)
- 1996–1999 Spyridon (Papageorgiou)
- 1999–2019 Dimitrios (Trakatellis)
- od 2019 Elpidoforos (Lampryniadis)